# Orocharis maxillaris
Orocharis maxillaris är en insektsart som beskrevs av Henri Saussure 1897. Orocharis maxillaris ingår i släktet Orocharis och familjen syrsor. Inga underarter finns listade i Catalogue of Life.